# Peter Mackenzie
Peter Mackenzie (nacido Peter Cook; el 19 de enero de 1961) es un actor estadounidense. Coprotagonizó en las películas Good Morning, Vietnam (1987), Torch Song Trilogy (1988), Lorenzo's Oil (1992) y Trumbo (2015). También es conocido por sus papeles en televisión en Herman's Head (1991–1994), ER (2002), Gilmore Girls (2006), Grey's Anatomy (2009), How I Met Your Mother (2011) y Black-ish (2014–).

## Vida y carrera
Mackenzie reside en Los Ángeles con su mujer, una escritora. Tienen tres hijos.
En 2014, Mackenzie instaló un pequeño intercambio de libros en la acera en terreno público cerca de su casa, al que llamó "The Tenn-Mann Library". Popular en el vecindario, fue citado por violación de una ordenanza local después de una queja anónima.
Mackenzie fue hermano del guionista Douglas Cook, quien falleció en 2015.